# Buddleja sphaerocalyx
Buddleja sphaerocalyx är en flenörtsväxtart som beskrevs av John Gilbert Baker. Buddleja sphaerocalyx ingår i släktet buddlejor, och familjen flenörtsväxter. Inga underarter finns listade i Catalogue of Life.